# تاريخ الحضارة الغربية قبل العام 500م

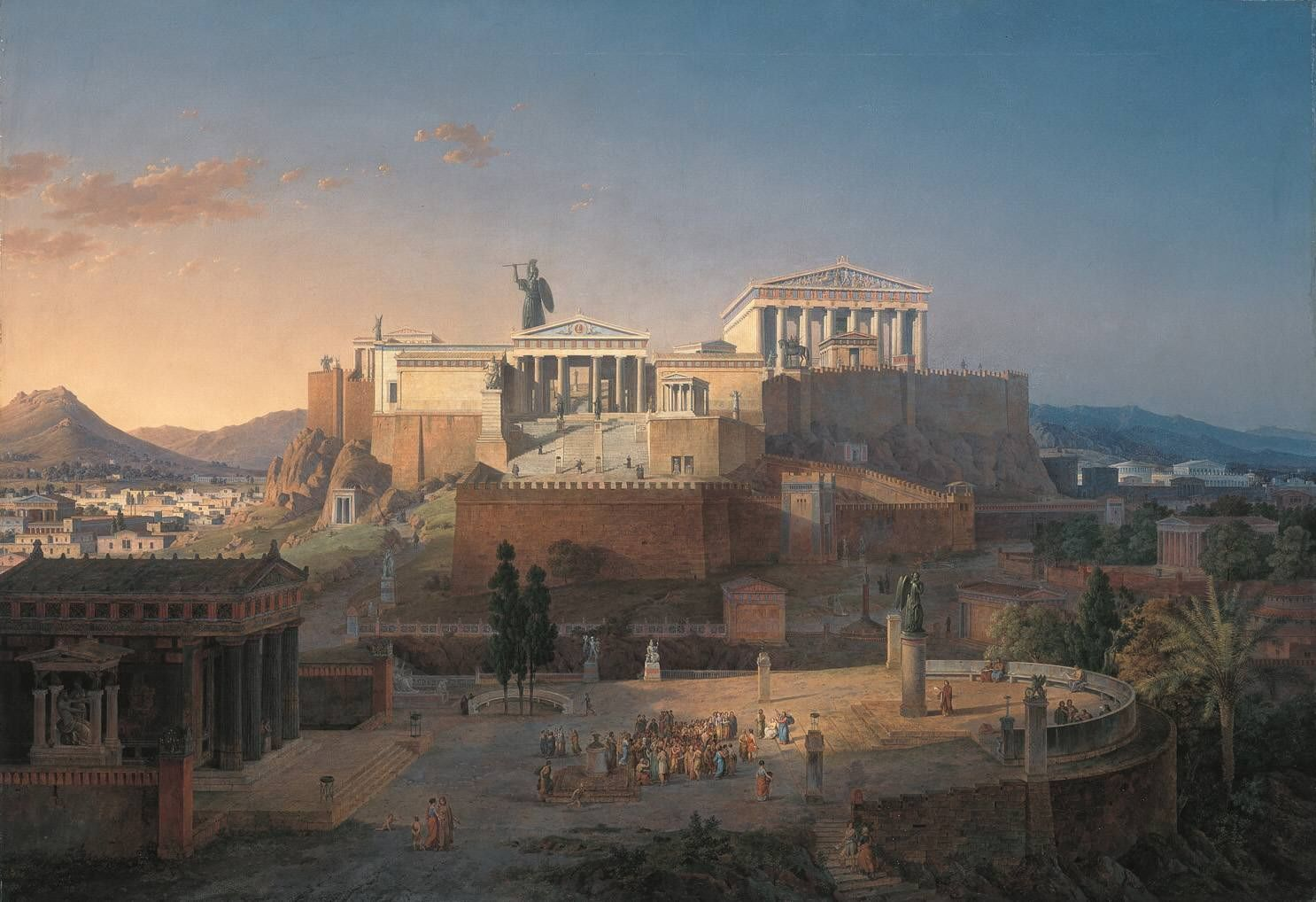
إعادة إعمار الأكروبوليس الأثيني على يد المهندس المعماري ليوناردو فون كلينتسه في عام 1846م.

تصف الحضارة الغربية تطور الحضارة الإنسانية بدايةً من اليونان القديمة انتشارًا نحو الغرب بشكل عام. ومع ذلك، فإن الحضارة الغربية في مجالها المحدد بدقة ترجع بجذورها إلى روما وغرب البحر الأبيض المتوسط. يمكن ربطها بشكل وثيق بالدول المرتبطة بالإمبراطورية الرومانية الغربية السابقة والعالم المسيحي الغربي في العصور الوسطى.
تعتبر حضارات اليونان الكلاسيكية (الهيلينية) والإمبراطورية الرومانية (اللاتينية) وكذلك إسرائيل القديمة (العبرية) والعالم المسيحي المبكر فترات أساسية في التاريخ الغربي. من اليونان القديمة نشأ الإيمان بالديمقراطية، والسعي وراء التساؤلات الفكرية في مواضيع كالحقيقة والجمال. من روما جاءت دروس في الإدارة الحكومية والتنظيم العسكري والهندسة والقانون؛ ومن إسرائيل القديمة نشأت المسيحية بمُثُلها عن الأخوّة البشرية. ظهرت أيضًا مساهمات ثقافية قوية من الشعوب الوثنية الجرمانية، والقلط، والسلاف الغربيون، والفينيون، والبلطيق، والشعوب الشمالية في أوروبا ما قبل المسيحية. بعد «سقوط روما» في القرن الخامس، دخلت أوروبا العصور الوسطى، وخلال هذه الفترة ملأت الكنيسة الكاثوليكية فراغ السلطة الذي خلفه سقوط الإمبراطورية الرومانية في الغرب، بينما استمرت الإمبراطورية الرومانية الشرقية (الإمبراطورية البيزنطية) لعدة قرون.

## أصول مفهوم «الشرق» و«الغرب»
تعود جذور معارضة «الغرب» الأوروبي مع «الشرق» الآسيوي إلى العصور القديمة الكلاسيكية مع الحروب الفارسية، إذ عارضت دول المدن اليونانية (المصوَّرة على أنها الغرب) توسع الإمبراطورية الأخمينية (المصورة على أنها الشرق). أعيدت صياغة معارضة الكتاب المقدس لإسرائيل والإمبراطورية الآشورية الحديثة من منظور أوروبي إلى هذه المصطلحات من قبل المؤلفين المسيحيين الأوائل مثل جيروم، الذي قارنها بالغزوات «البربرية» في عصره.
كان «الشرق» في الفترة الهلنستية هو الإمبراطورية السلوقية، مع التأثير اليوناني الممتد حتى باكتريا والهند إلى جانب سكيثيا في سهوب بونتيك شمالًا. في هذه الفترة، كان ثمة اتصال ثقافي كبير بين البحر الأبيض المتوسط والشرق، ما أدى إلى ظهور المعتقدات التوفيقية مثل اليونانية البوذية. أنشأ تأسيس الإمبراطورية البيزنطية في القرن الرابع تقريبًا تقسيمًا سياسيًا لأوروبا إلى شرق وغرب وأرسى الأسس لاتجاهات ثقافية متباينة، والتي تأكدت بعد قرون مع الانقسام الكبير بين المسيحية الأرثوذكسية الشرقية والمسيحية الكاثوليكية الرومانية.

## البحر الأبيض المتوسط والغرب القديم
أقدم الحضارات التي أثرت على تطور الغرب كانت حضارات بلاد ما بين النهرين، أي منطقة نظام نهري دجلة والفرات التي تتوافق إلى حد كبير مع مناطق العصر الحديث المتمثلة بالعراق، وشمال شرق سوريا، وجنوب شرق تركيا وجنوب غرب إيران: مهد الحضارة. بدأت هنا ثورة زراعية منذ حوالي 10000 عام مع تدجين الحيوانات كالأغنام والماعز وظهور أنواع جديدة من القمح المهجن بالأخص قمح الخبز عند نهاية العصر الجليدي الأخير، ما سمح بالانتقال من الحياة البدوية إلى المستوطنات القروية و ثم إلى المدن مثل أريحا.
ازدهر السومريون والأكاديون والبابليون والآشوريون في هذه المنطقة. بعد فترة وجيزة من بدء الحضارة السومرية، جرى توحيد وادي نهر النيل في مصر القديمة تحت حكم الفراعنة في الألفية الرابعة قبل الميلاد، وانتشرت الحضارة بسرعة عبر الهلال الخصيب إلى الساحل الشرقي للبحر الأبيض المتوسط وفي جميع أنحاء بلاد الشام. بنى الفينيقيون والإسرائيليون وغيرهم فيما بعد دولًا مهمة في هذه المنطقة.
أثرت شعوب البحر الأبيض المتوسط القديمة بشكل كبير على أصول الحضارة الغربية. قدم البحر الأبيض المتوسط طرق شحن موثوقة تربط بين آسيا وإفريقيا وأوروبا والتي يمكن من خلالها تبادل الأفكار السياسية والدينية جنبًا إلى جنب مع المواد الخام مثل الأخشاب والنحاس والقصدير والذهب والفضة وكذلك المنتجات الزراعية والضروريات مثل النبيذ وزيت الزيتون والحبوب والماشية. بحلول العام 3100 قبل الميلاد، كان المصريون يستخدمون الأشرعة في القوارب على نهر النيل وما تلاها من تطور للتكنولوجيا، إلى جانب المعرفة بالرياح، وسمحت النجوم للقوى البحرية مثل الفينيقيين واليونانيين والقرطاجيين والرومان بالإبحار لمسافات طويلة والسيطرة على مساحات واسعة من خلال السيطرة على البحر. غالبًا ما استخدمت سفن الشحن المجدفين العبيد لتحريكها وكانت العبودية سمة مهمة للاقتصاد الغربي القديم.
وهكذا، رُبطت العواصم القديمة العظيمة- مدن مثل: أثينا، موطن الديمقراطية الأثينية والفلاسفة اليونانيين أرسطو وأفلاطون وسقراط. مدينة القدس، العاصمة اليهودية، حيث بشّر يسوع الناصري وأُعدم نحو العام 30 م؛ ومدينة روما، التي أدت إلى قيام الإمبراطورية الرومانية التي شملت معظم أوروبا والبحر الأبيض المتوسط. إن المعرفة بالتأثير اليوناني والروماني واليهودي والمسيحي على تطور الحضارة الغربية موثقة جيدًا لأنها مرتبطة بالثقافات الملمة بالقراءة والكتابة، ومع ذلك، فقد تأثر التاريخ الغربي أيضًا بشدة بالمجموعات الأقل تعليمًا كالشعوب الجرمانية والإسكندنافية والقلطية التي عاشت في غرب وشمال أوروبا خارج حدود العالم الروماني. ومع ذلك، كان البحر الأبيض المتوسط مركز القوة والإبداع في تطور الحضارة الغربية القديمة. نحو العام 1500 قبل الميلاد، تعلم علماء المعادن صهر خام الحديد، وبحلول العام 800 قبل الميلاد، كانت الأدوات والأسلحة الحديدية شائعة على طول بحر إيجه، ما يشير لتقدم كبير في الحرب والزراعة والحرف اليدوية في اليونان.
تنتمي أقدم الحضارات الحضرية في أوروبا إلى حضارة العصر البرونزي المينوسية لجزيرة كريت واليونان الموكيانية، والتي انتهت نحو القرن الحادي عشر قبل الميلاد مع دخول اليونان العصور المظلمة اليونانية. اليونان القديمة هي الحضارة التي تنتمي إلى فترة التاريخ اليوناني الممتد من الفترة القديمة منذ الفترة بين القرنين الثامن والسادس قبل الميلاد حتى العام 146 قبل الميلاد والغزو الروماني لليونان بعد معركة كورنث. ازدهرت اليونان الكلاسيكية خلال القرنين الخامس والرابع قبل الميلاد. تحت القيادة الأثينية، نجحت اليونان في صد التهديد العسكري للغزو الفارسي في معركتي ماراثون وترموبيل. انتهى العصر الذهبي الأثيني بهزيمة أثينا على يد سبارتا في الحرب البيلوبونيسية عام 404 قبل الميلاد.
بحلول القرن السادس قبل الميلاد، انتشر المستعمرون اليونانيون على نطاق واسع -من ساحل البحر الأسود الروسي حتى البحر الأبيض المتوسط الإسباني وعبر إيطاليا الحديثة وشمال إفريقيا وكريت وقبرص وتركيا. يقال إن الألعاب الأولمبية القديمة بدأت في العام 776 قبل الميلاد ونمت لتصبح حدثًا ثقافيًا رئيسيًا لمواطني الشتات اليوناني الذين التقوا كل أربع سنوات للتنافس في مثل هذه الأحداث الرياضية كالجري والرمي والمصارعة وقيادة العربات. ازدهرت التجارة واستُبدل اقتصاد المقايضة بالاقتصاد النقدي بحلول العام 670 قبل الميلاد، إذ سكَّ اليونانيون العملات المعدنية في أماكن مثل جزيرة أجانيطس. وصلت الدواجن من الهند نحو العام 600 قبل الميلاد وأصبحت غذاءً أساسيًا في أوروبا. يُقال إن قسم أبقراط، الذي يؤديه الأطباء على مر التاريخ ليقسمون على ممارسة الطب بشكل أخلاقي، قد كتبه أبقراط اليوناني-الذي غالبًا ما يُعتبر أنه أبو الطب الغربي- باللغة اليونانية الأيونيكية (أواخر القرن الخامس قبل الميلاد).
تنافست دول المدن اليونانية وتحاربت فيما بينها لتبرز أثينا لتكون الأكثر إثارة للإعجاب. تألق الفن والعمارة الأثينية منذ 520 حتى 420 قبل الميلاد بالاستفادة من المصريين وأتمت المدينة بناء البارثينون نحو العام 447 قبل الميلاد لإيواء تمثال لإلهة مدينتهم أثينا. اختبر الأثينيون أيضًا الديمقراطية. يجتمع أصحاب الأملاك بشكل أسبوعي تقريبًا لإلقاء الخطب وإرشاد حكامهم المؤقتين: مجلس من 500 عضو، يُختار عن طريق القرعة، ويمكن لأعضائه أن يخدموا ما مجموعه عامين فقط في حياتهم، ومجلس أعلى أصغر يُختار منه رجل واحد بالقرعة ليترأس المجلس من غروب الشمس حتى غروب شمس اليوم التالي.